# Harmony Korine (singolo)
Harmony Korine è un singolo del cantautore britannico Steven Wilson, pubblicato il 25 febbraio 2009 come unico estratto dal primo album in studio Insurgentes.

## Descrizione
Traccia d'apertura dell'album, il titolo del brano è un omaggio all'omonimo regista statunitense ed è stato interamente composto e suonato dallo stesso Wilson ad esclusione delle parti di batteria, curate da Gavin Harrison.

## Video musicale
Il video, diretto da Lasse Hoile, è stato girato tra il Regno Unito e la Danimarca ed è stato reso disponibile il 12 febbraio 2009 attraverso il canale YouTube del regista.

## Tracce
CD promozionale (Regno Unito)
1. Harmony Korine (Edit) – 4:12
2. Harmony Korine (Album Version) – 5:08

7" (Regno Unito), download digitale
1. Harmony Korine (Edit) – 4:12
2. The 78 – 4:47

## Formazione
Hanno partecipato alle registrazioni, secondo le note di copertina di Insurgentes:
Musicisti
- Steven Wilson – voce, chitarra elettrica, basso, tastiera
- Gavin Harrison – batteria

Produzione
- Steven Wilson – produzione, missaggio
- John Wesley – registrazione chitarra aggiuntiva
- Mark Praton – registrazione chitarra aggiuntiva
- Andy van Dette – mastering